# Blakedown
Blakedown – wieś w Anglii, w hrabstwie Worcestershire, w dystrykcie Wyre Forest. Leży 24 km na północ od miasta Worcester i 173 km na północny zachód od Londynu. W 2001 miejscowość liczyła 1556 mieszkańców.